# Emoia pseudocyanura
Emoia pseudocyanura är en ödleart som beskrevs av Walter Creighton Brown 1991. Emoia pseudocyanura ingår i släktet Emoia och familjen skinkar. Inga underarter finns listade i Catalogue of Life.